# Haimre
Koordinaten: 58° 52′ N, 24° 28′ O
Haimre (deutsch Heimar) ist ein Dorf (estnisch küla) in der estnischen Landgemeinde Märjamaa im Kreis Rapla. Es hat 95 Einwohner (Stand 31. Dezember 2005). Haimre liegt etwa einen Kilometer von der wichtigen Landstraße zwischen Tallinn und Pärnu entfernt.

## Geschichte
Im Haimre befand sich von 1717 bis 1795 eine wichtige Papiermühle.
Das deutschbaltische Gut von Haimre wurde erstmals 1420 unter dem Namen Heymer als Eigentum des Bischofs von Ösel-Wiek urkundlich erwähnt. Vom 15. bis zum 17. Jahrhundert stand das Gut im Eigentum der Familie Fahrensbach. Bereits 1425 wird Wilhelm I. von Fahrensbach zu Heimar besitzlich genannt. Nach langwierigen Prozessen mit der Kirche konnte er das Gut für seine Familie erblich gewinnen. Letzter Besitzer war Dietrich IV. von Fahrensbach, welcher vor dem 1. Mai 1637 verstarb. Über dessen älteste  Tochter viel Heimar zuerst durch Heirat den Wrangel zu. Bereits 1694 ging der Gutsbesitz Heimar jedoch an die Familie Hastfer, 1720 an die Familie von Buhl, 1750 folgten erstmals die Familie Uexküll, 1768 dann ging der Besitz an die Familie von Hoyningen-Huene, 1799 fiel Heimar abermals an die Familie Uexküll, 1898 folgten die Buxhoeveden und schließlich 1900–1919 als letzte deutschbaltischer Besitzer die Familie von Straelborn.
Die Gebäude des Guts wurden während der Russischen Revolution 1905 von estnischen Aufständischen angegriffen und niedergebrannt. Sie sind heute nur noch als Ruinen erhalten.
Der großzügig angelegte Park des Guts Haimre wurde Mitte des 19. Jahrhunderts von dem Landschaftsgärtner Heinrich August Dietrich (1820–1897) gestaltet, einem der herausragendsten Biologen des Baltikums. Der Park steht heute unter Naturschutz.
Berühmtester Sohn des Dorfes war der estnische Kutscher Rein Kaltsenau. Er erhielt 1910 einen der ersten offiziellen Autoführerscheine in Estland. Vierzig Jahre lang war er als Chauffeur tätig.